# Попович, Виталий Иванович
Вита́лий Ива́нович Попо́вич (22 октября 1962, Мукачево, Закарпатская область — 7 сентября 2000, Бровары, Киевская область) — советский и украинский легкоатлет, специалист по спортивной ходьбе. Выступал за сборные СССР и Украины по лёгкой атлетике в 1986—2000 годах, победитель Кубка мира в командном зачёте, многократный победитель и призёр первенств национального значения, действующий рекордсмен Украины в ходьбе на 30 км, участник двух летних Олимпийских игр. Мастер спорта международного класса. Тренер.

## Биография
Виталий Попович родился 22 октября 1962 года в городе Мукачево Закарпатской области Украинской ССР. В 1977 году переехал на постоянное жительство в Бровары, где учился в спортинтернате.
Занимался спортивной ходьбой под руководством Николая Смаги, Анатолия Соломина, Бориса Яковлева, Анатолия Кавицкого.
Впервые заявил о себе на международном уровне в сезоне 1986 года, когда вошёл в состав советской сборной и выступил в ходьбе на 20 км на Играх доброй воли в Москве.
В 1988 году выиграл бронзовую медаль в дисциплине 30 км на зимнем чемпионате СССР по спортивной ходьбе в Сочи. Благодаря череде удачных выступлений удостоился права защищать честь страны на летних Олимпийских играх в Сеуле — в ходьбе на 50 км показал результат 3:59:23, расположившись в итоговом протоколе соревнований на 26-й строке.
В 1989 году на Кубке мира в Оспиталете занял шестое место в личном зачёте 50 км и вместе со своими соотечественниками стал победителем командного зачёта. Позже с личным рекордом 3:43:57 (четвёртый результат мирового сезона) взял бронзу на чемпионате СССР по спортивной ходьбе в Ленинграде.
В 1991 году стартовал на Кубке мира в Сан-Хосе, одержал победу на чемпионате страны в рамках X летней Спартакиады народов СССР в Киеве, финишировал четвёртым на чемпионате мира в Токио.
На открытом чемпионате СНГ по спортивной ходьбе 1992 года в Москве пришёл к финишу вторым.
После распада Советского Союза Попович остался действующим спортсменом и продолжил принимать участие в крупнейших международных стартах в составе украинской национальной сборной. Так, в 1993 году он победил на чемпионате Украины, выступил на Кубке мира в Монтеррее и на чемпионате мира в Штутгарте.
В 1994 и 1995 годах неизменно выигрывал национальные чемпионаты в дисциплине 50 км. На Кубке мира в Пекине занял 14-е и 13-е места в личном и командном зачётах соответственно, в то время как чемпионате мира в Гётеборге был дисквалифицирован.
На Олимпийских играх 1996 года в Атланте сошёл с дистанции.
В 1997 году в четвёртый раз стал чемпионом Украины в ходьбе на 50 км, участвовал в Кубке мира в Подебрадах.
В 1998 году отметился выступлением на Кубке Европы в Дудинце.
В 2000 году занял 32-е место на Кубке Европы в Айзенхюттенштадте.
Ещё будучи действующим спортсменом работал тренером в Броварах.
7 сентября 2000 года ушёл из дома и вскоре был найден повешенным в лесу.